# Voalavo antsahabensis
Voalavo antsahabensis és una espècie de mamífer rosegador de la família dels nesòmids. És endèmic del centre-est de Madagascar, on viu a altituds d'entre 1.250 i 1.425 msnm. El seu hàbitat natural són els boscos tropicals montans. Està amenaçat per la destrucció del seu medi a causa de l'agricultura d'artigatge. El seu nom específic, antsahabensis, significa ‘d'Antsahabe’ i es refereix a un municipi de Madagascar.